# واقع توافقي
الواقع التوافقي، أو الواقع السائد، هو كل ما يعتبر حقيقي وواقعي قرار بالإجماع. وهو يشير على ما تتفق عليه مجموعة ما بأنه حقيقي أو يمكت اعتباره حقيقيا وذلك بحسب ما يعتقد به مجموع الافراد بناء على خبراتهم  المشتركة.
سبب نجاح التوافق هو ان لا يستوعب البشر أو يتفقون على هوية المعرفة ولا تفسير شامل  للوجود وبالتالي، فإن الواقع الحقيقي غير مؤكد تبعا للاختلافات الكبيرة في التفسيرات الذاتية. لذلك، يصبح من الضروري للوصول على نوع من التوافق على ما هو حقيقي. عندها، يكمن الاعتماد على هذا التوافق كواقع براغماتيكي لما هو حقيقي. 

## نقاش عام
هناك مبدئين عامين اثنين يتحكمان بفكرة الواقع التوافقي:
- الواقعية التي تفترض وجود واقع موضوعي واحد مهما تكاثرت تفسيراته بين الافراد.
- المثالية التي تفترض وجود العديد من مفاهيم للواقع كل بحسب ما يراه الشخص بحد ذاته ولا يمكنه اعتبار مفهوم اخر خارج خبرته.

يمكن فهم الواقع التوافقي بدراسة فرع من علوم الاجتماع المعرفية يعرف بالبنائية.  
مثال: يختلف مفهوم الواقع السائد بين طائفتين دينيتين يعتقدون بمبتديء دينية مختلفة. فالمسيحية ترى الحياة قصاص فرضته الخطيئة الأولى التي اقترفها ادم وحواء بينما الإسلام يعتبر الحياة عبادة لله وبالتالي يختلفون في تفسير الكثير من الحقائق الإنسانية نفسها. وكذلك، يختلف علماء الطبيعي مع الدينيون في تفسير الكون والعلوم.

## في الفلسفة والعلوم

### الموضوعيون
لا يقبل الموضوعيون  بفكرة الحقيقة الذاتية اللاموضوعية. مع انهم يعترفون بان لكل فرد مفهمومه الخاص بالنسبة لما هو حقيقي، الا ان الحقيقة ذاتها لا تتغير بحسب مفهوم الافراد.  

### المثاليون
يعتقد بعض المثاليون بعدمية النظرة الواحدة للعالم حولنا بل ان لكل شخص نظرته الخاصة للواقع. وبالتالي، يقوم كل فرد يتحديد نظرته الخاصة للواقع ختى ولو قَبِل بالتوافق مع النظرة التي يتوافق عليها مجموعة ما.

### الماديون
لا يقبل الماديون فكرة وجود العديد من الواقع بل يعتقدون بوجود واقع واحد  لكن معتقدات مختلفة تفسر هذا الواقع. 

## العواقب المجتمعية

### اراء حول المصطلح
ان لمصطلح الواقع السائد دلالة مشينة في بعض الاحيان. مثلا، يشير المثاليون والسرياليون ومنظري اللاواقعية وكل من يعارض الواقع إلى ان الفكرة يحددها ويفرضها من مر بتجربتها وبالتالي لا يمكن اعتماد كلمة التوافق كدلالة صحيحة.

### الجوانب المجتمعية
قام العديد من المبدعين، مثل المغنين والرسامون والكتاب وغيرهم، بمعارضة القبول بالواقع السائد عن طريق تقديم أعمال تقوضه وترفضه. مثلا، قام سلفادور دالي من خلال أعماله التي تعتمد نمط الارتياب النقدي على تكذيب وحدانية الواقع.